# バスケットボール女子ギリシャ代表
バスケットボール女子ギリシャ代表（Greece women's national basketball team）は、ギリシャバスケットボール連盟によって編成される女子バスケットボールのナショナルチームである。

## 歴史
ギリシャのバスケットボールは長い歴史を伝統を誇るが、近年世界的な強豪となった男子とは対照的に女子は伸び悩んでいる。
自国開催の2004年アテネで五輪初出場となるも7位に終わり、ワールドカップ（旧世界選手権）も2010年に初出場で11位。しかし2017年ユーロバスケットでは過去最高の4位につけた・

## 国際大会の成績

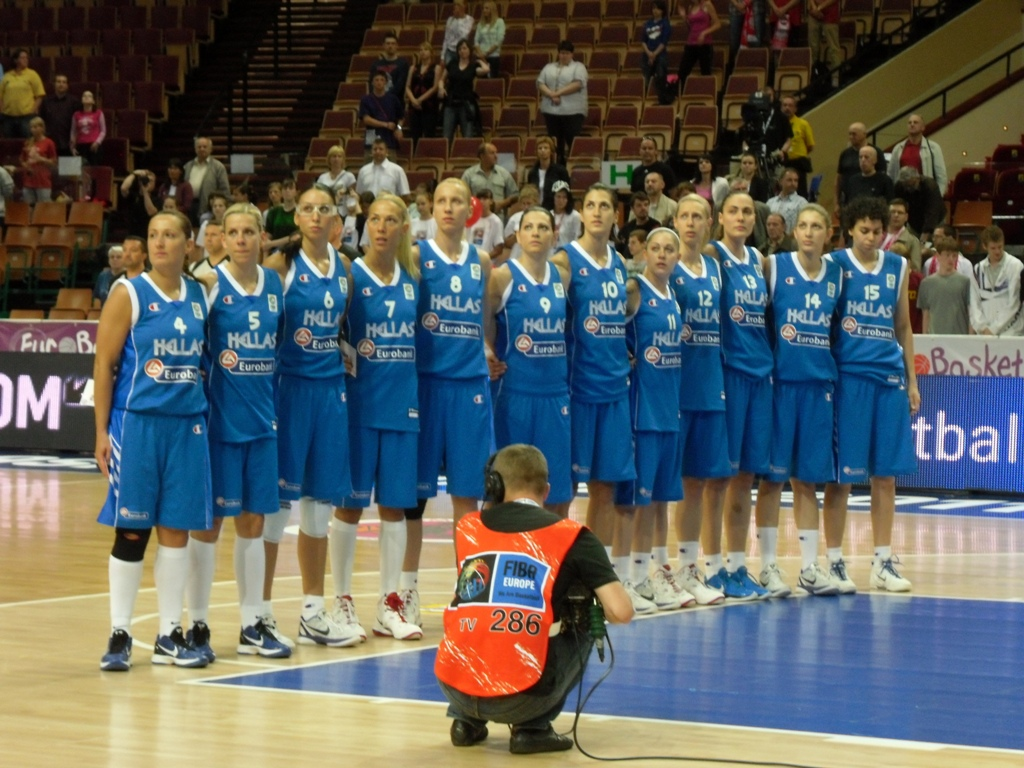

- 夏季オリンピック
  - 2004年 － 7位
- ワールドカップ
  - 2010年
- ユーロバスケット